# 아쓰마정
아쓰마정(일본어: 厚真町)은 일본 홋카이도 남부 이부리 종합진흥국 관내의 유후쓰군에 있는 정이다.

## 지리
이부리 종합진흥국 관내 동부에 있다. 유바리 산지에서 시작해 태평양으로 남류하는 아쓰마강 유역을 거의 그대로 관할하여 남북으로 긴 모양이다. 중심 시가지는 아쓰마강 중류 부근에 있다. 철도나 국도는 태평양 연안의 하마아쓰마 지구를 통과한다.

### 기후
1월 평균 기온은 -6.7도, 8월 평균 기온은 20.5도, 연평균 기온은 7.0도, 최저기온 극값은 -27.5도(1996년 1월 24일), 최고기온 극값은 34.1도(2007년 8월 15일)이다.
| 아쓰마정의 기후                                              | 아쓰마정의 기후 | 아쓰마정의 기후 | 아쓰마정의 기후 | 아쓰마정의 기후 | 아쓰마정의 기후 | 아쓰마정의 기후 | 아쓰마정의 기후 | 아쓰마정의 기후 | 아쓰마정의 기후 | 아쓰마정의 기후 | 아쓰마정의 기후 | 아쓰마정의 기후 | 아쓰마정의 기후 |
| 월                                                           | 1월             | 2월             | 3월             | 4월             | 5월             | 6월             | 7월             | 8월             | 9월             | 10월            | 11월            | 12월            | 연간            |
| ------------------------------------------------------------ | --------------- | --------------- | --------------- | --------------- | --------------- | --------------- | --------------- | --------------- | --------------- | --------------- | --------------- | --------------- | --------------- |
| 역대 최고 기온 °C (°F)                                       | 7.9 (46.2)      | 9.7 (49.5)      | 16.6 (61.9)     | 23.9 (75.0)     | 30.1 (86.2)     | 30.8 (87.4)     | 34.1 (93.4)     | 34.1 (93.4)     | 31.2 (88.2)     | 24.6 (76.3)     | 19.4 (66.9)     | 13.7 (56.7)     | 34.1 (93.4)     |
| 일평균 최고 기온 °C (°F)                                     | −0.8 (30.6)     | −0.1 (31.8)     | 4.0 (39.2)      | 11.0 (51.8)     | 16.6 (61.9)     | 20.1 (68.2)     | 23.4 (74.1)     | 25.1 (77.2)     | 22.3 (72.1)     | 16.1 (61.0)     | 8.6 (47.5)      | 1.5 (34.7)      | 12.3 (54.2)     |
| 일일 평균 기온 °C (°F)                                       | −6.7 (19.9)     | −5.9 (21.4)     | −0.9 (30.4)     | 5.2 (41.4)      | 11.0 (51.8)     | 15.2 (59.4)     | 19.1 (66.4)     | 20.5 (68.9)     | 16.7 (62.1)     | 10.0 (50.0)     | 3.4 (38.1)      | −3.7 (25.3)     | 7.0 (44.6)      |
| 일평균 최저 기온 °C (°F)                                     | −13.8 (7.2)     | −13.3 (8.1)     | −6.7 (19.9)     | −0.6 (30.9)     | 5.6 (42.1)      | 11.1 (52.0)     | 15.7 (60.3)     | 16.7 (62.1)     | 11.5 (52.7)     | 4.2 (39.6)      | −1.7 (28.9)     | −9.6 (14.7)     | 1.6 (34.9)      |
| 역대 최저 기온 °C (°F)                                       | −27.5 (−17.5)   | −26.8 (−16.2)   | −24.8 (−12.6)   | −15.3 (4.5)     | −3.1 (26.4)     | 1.7 (35.1)      | 6.8 (44.2)      | 7.0 (44.6)      | 0.2 (32.4)      | −4.1 (24.6)     | −14.9 (5.2)     | −23.8 (−10.8)   | −27.5 (−17.5)   |
| 평균 강수량 mm (인치)                                        | 40.5 (1.59)     | 32.8 (1.29)     | 48.6 (1.91)     | 68.5 (2.70)     | 97.1 (3.82)     | 84.3 (3.32)     | 123.6 (4.87)    | 166.5 (6.56)    | 134.4 (5.29)    | 95.2 (3.75)     | 80.0 (3.15)     | 57.0 (2.24)     | 1,028.4 (40.49) |
| 평균 강수일수 (≥ 1.0 mm)                                     | 10.3            | 9.0             | 10.0            | 10.9            | 11.1            | 8.9             | 10.5            | 11.7            | 11.1            | 10.7            | 11.9            | 10.7            | 126.8           |
| 평균 월간 일조시간                                           | 138.9           | 132.9           | 163.9           | 167.7           | 182.5           | 146.5           | 118.8           | 138.2           | 158.1           | 153.9           | 119.8           | 113.7           | 1,735           |
| 출처: 일본 기상청 (평년값: 1991년~2020년, 극값: 1977년~현재) |                 |                 |                 |                 |                 |                 |                 |                 |                 |                 |                 |                 |                 |

### 인접한 자치체
- 이부리 종합진흥국
  - 도마코마이시
  - 유후쓰군 아비라정, 무카와정

- 소라치 종합진흥국
  - 유바리시
  - 유바리군 유니정

## 역사
이름은 아이누어의 ‘앗토맘’(ar-tomam, 저 편의 습지대)에서 유래한다는 설과 ‘아토마프’(at-oma-p, 난티나무가 있는 장소)에서 유래했다는 설 등이 있지만 오래된 지명이어서 무엇이 맞는다고 단정하기는 곤란한 상황이다.
- 1906년 - 2급 정촌제가 시행되어 아쓰마촌이 되었다.
- 1915년 - 1급 정촌제가 시행되었다.
- 1960년 - 정으로 승격해 아쓰마정이 되었다.

## 산업
하마아쓰마·가미아쓰마 지구는 도마코마이 동부 공업지역에서 이어지는 지역으로 1980년 이후 개발이 진행되고 있다. 도마코마이시와의 경계로 도마코마이 동항이 만들어진 것 외에도 홋카이도 전력 도마코아쓰마 발전소와 석유비축기지가 있다.

## 교통

### 철도
- 홋카이도 여객철도 히다카 본선

### 도로
- 히다카 자동차도
- 국도 235호선(일본어판)